# Soundanais (peuple)
Cet article concerne le peuple soundanais. Pour la langue soundanaise, voir Soundanais.
Les soundanais ou sundanais (en soundanais urang Sunda ; en indonésien orang Sunda) sont les populations de l'ouest de l'île indonésienne de Java dont la langue est le soundanais.
La population soundanaise est d'environ 36 millions. Les Sundanais sont musulmans.

## Histoire
La plus ancienne mention connue du nom « Sunda » est l'inscription de Kebon Kopi II, trouvée dans la région de Bogor. Datée de 932 apr. J.-C., elle est rédigée en malais et mentionne un « roi de Sunda ». Cette inscription semble indiquer l'importance de la langue malaise à Java au Xe siècle.

## Langue
La langue vernaculaire des soundanais est le soundanais. Il s'agit de la deuxième langue régionale la plus parlée en Indonésie après le javanais. Comme la majorité des indonésiens, les soundanais savent généralement parler l'indonésien, la langue véhiculaire et seule langue officielle de l'Indonésie.

## Personnalités soundanaises
- Cinta Laura, actrice et chanteuse indonésienne.
- Dewi Sartika, célèbre féministe indonésienne.
- Djuanda Kartawidjaja, 11e et dernier premier ministre d'Indonésie, du 9 avril 1957 au 9 juillet 1959, sous la présidence de Soekarno.
- Elvy Sukaesih, actrice et chanteuse indonésienne de Dangdut.
- Jihan Fahira, actrice et mannequin indonésienne.
- Rhoma Irama, acteur et chanteur indonésien, mieux connu sous le nom de Roi du Dangdut.
- Rianti Cartwright, actrice et mannequin indonésienne.
- Trie Utami, chanteuse et musicienne indonésienne.